# Haukur Halldórsson
Haukur Halldórsson, chiamato anche The Hawk (Reykjavík, 4 luglio 1937 – Reykjavík, 30 luglio 2024), è stato un pittore islandese, membro della Íslenska Ásatrúarfélagið.

## Biografia
Haukur Halldórsson nacque a Reykjavík il 4 luglio 1937.
La sua prima mostra fu a Reykjavík nel 1978 e da lì ne fece altre in Europa, in Cina e negli Stati Uniti.
Haukur viaggiò molto per esaminare opere d'arte in Cina, in vari paesi dell'Europa e negli Stati Uniti d'America. Nel Nuovo Messico visse insieme a dei Navajo, dove imparò la tecnica della Colata in sabbia.
Presentò nel suo sito la sua versione personale del mito vichingo di Asgard e di Yggdrasill. La selezione di lavori dal 1989 al 2001 fu una combinazione di diversi elementi dal mondo della fantasia, dal mito e dalla quotidianità.